# 微綠寧巴鰕鱂
微綠寧巴鰕鱂，為輻鰭魚綱鯉齒目假鰓鱂科的其中一種，被IUCN列為易危保育類動物，分布於非洲幾內亞東部至賴比瑞亞北部淡水流域，體長可達7公分，棲息在森林草原的溪流、沼澤底中層水域，生活習性不明，可做為觀賞魚。
其种加词“viridis”意为“绿色的”。